# Dictyopharina viridissima
Dictyopharina viridissima är en insektsart som beskrevs av Melichar 1903. Dictyopharina viridissima ingår i släktet Dictyopharina och familjen Dictyopharidae. Inga underarter finns listade i Catalogue of Life.